# Генке-Меллер, Нина Генриховна
Нина Генке-Меллер или Нина Генке (19 апреля 1893, Москва — 25 июля 1954, Киев) — русская художница-авангардистка (супрематистка, футуристка), книжный график, дизайнер интерьеров, сценограф.

## Биография
В 1893 году Нина Генриховна Генке родилась в Москве. Отец Генрих Генке был родом из Голландии, мать Надежда Тиханова была русской. С 1914 года учится в художественной студии Александры Экстер (Киев).
В 1915 вместе с другими деятелями Авангарда была активным участником творческих экспедиций Казимира Малевича по городам и деревням  запада современной Украины, в частности, в Косов, Черновцы. Возглавляет и становится главной художницей кустарной артели в деревне Вербовка, где сотрудничали известные художники-супрематисты Казимир Малевич, Наталья Давыдова, Александра Экстер, Надежда Удальцова, Любовь Попова, Иван Пуни, Ольга Розанова, Евгения Прибыльская, Иван Клюн и другие.
В ноябре 1915 года в Галерее Лемерсье в Москве состоялась Выставка Современного Декоративного Искусства Южной России, в организации которой активное участие принимали Н. Давыдова, Н. Генке и А. Экстер. На этой выставке были представлены работы из художественных артелей деревень Вербовки и Скопцы (руководитель Н.Давыдова).
1917 — в Салоне Михайловой в Москве состоялась Вторая Выставка Современного Декоративного Искусства России, организованная Натальей Давыдовой и Ниной Генке. Как и первая выставка, вторая тоже прошла с большим успехом.
С апреля 1919 член коллегии искусств и заведующая секцией декоративно-прикладных искусств Губнаробраза в Киеве. Участвовала в оформлении революционных праздников, агитпоездов, агитпарохода. В начале 1920-х работала над шрифтовым оформлением печатных изданий, лозунгов. Была главной художницей футуристического издательства «Гольфстрим» (Киев), которое возглавлял поэт Михайль Семенко.
1924 — после семейной трагедии (смерти первого ребёнка) переезжает в Москву, работает художницей в отделе объявлений газеты «Известия». В это же время сотрудничает с мастерской Н. П. Ламановой, делает эскизы для фабрики по выпуску обоев, работает также на фарфоровом заводе, делает рисунки в супрематическом стиле (чаще для тарелок).
В 1926 году переезжает в Харьков с театром «Березиль», где работает вместе с мужем, Вадимом Георгиевичем Меллером — главным художником театра.
В 1954 году Нина Генке-Меллер умерла в Киеве. Она была похоронена на Байковом кладбище.

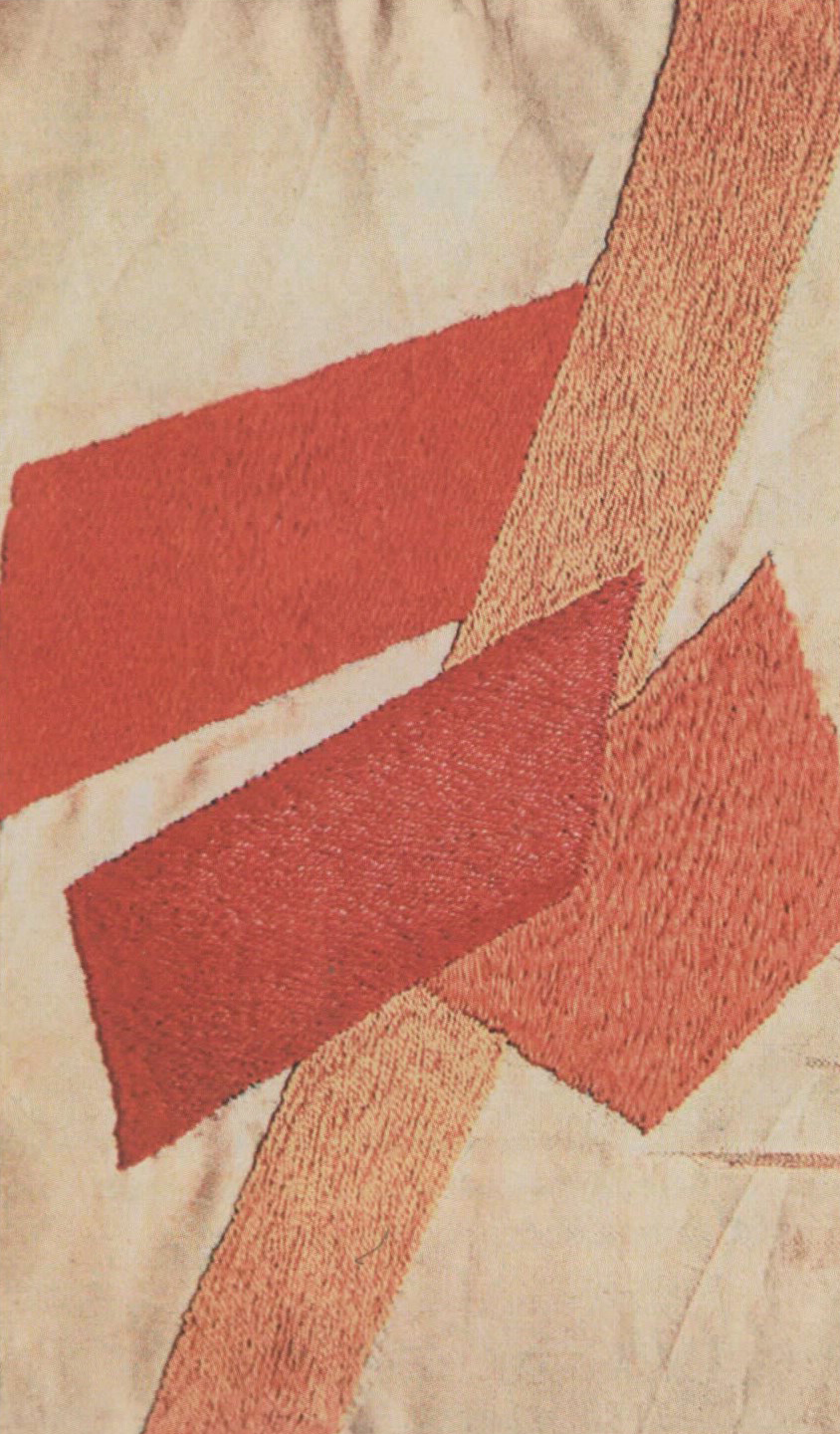
Супрематическая композиция. 1915. Полотно, мулине, гладь. Частное собрание, Киев.
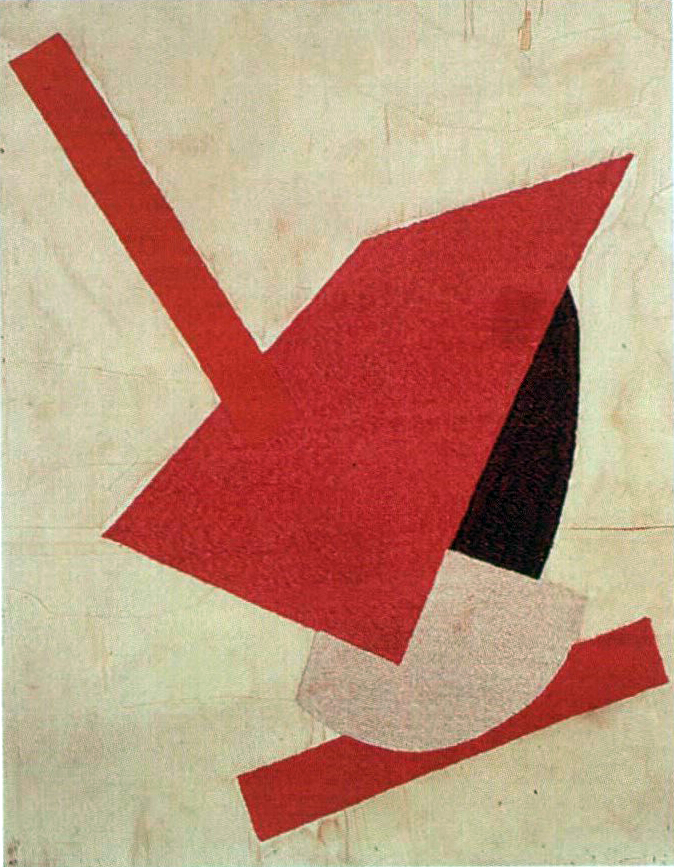
Супрематическая композиция. 1915. Полотно, мулине, гладь. Частное собрание, Киев.

## Семья
- Меллер, Вадим Георгиевич (1884—1962) — муж, художник.
- Ветрова-Робинсон, Нина — внучка, художница.
- Генке, Маргарита Генриховна — сестра, художница, жена театрального художника Шифрина Ниссона Абрамовича.